# Taczanka (przystanek kolejowy)
Taczanka (biał. Тачанка, ros. Тачанка) – przystanek kolejowy w miejscowości Lianiouka, w rejonie kliczewskim, w obwodzie mohylewskim, na Białorusi. Położony jest na linii Osipowicze – Mohylew.
Przed II wojną światową istniała w tym miejscu stacja kolejowa.